# Guy Crescent
 (mars 2017).
Guy Crescent, né le 10 juin 1920 à Paris où il est mort le 16 octobre 1996, est un dirigeant d'entreprise français. Il a exercé les fonctions de président du groupe Calberson de 1963 à 1985.

## Biographie
Guy Crescent est né le 10 juin 1920. Il a été atteint de la poliomyélite à l'âge de trois mois.
Il développa huit ans de mécanothérapie et de rééducation à très haut niveau pour marcher pour la première fois à l’âge de 12 ans.

### Formation
Guy Crescent effectue ses études secondaires au Collège Stanislas et au collège Saint-Louis-de-Gonzague, puis rejoint la Faculté de droit. Ses études sont interrompues par la guerre. Il est finalement bachelier et licencié en droit.
En raison de son handicap, il est exempté de service militaire, mais il entre dans la Résistance dès février 1941 au réseau Alliance. Il effectue des missions en Allemagne, pour le compte des services spéciaux en septembre 1944 jusqu'en juin 1945, détaché à l'Armée Patton.

### Calberson
Ses activités professionnelles ont toujours été déployées au sein du groupe Calberson.
Il entre dans la société, en qualité successivement de graisseur de camion et de chauffeur routier. Il est ensuite nommé Directeur Technique et Commercial le 1er juillet 1950. Le 15 septembre 1963, Guy Crescent est nommé Président.
Guy Crescent prend sa retraite en 1985, après 43 ans de maison. Il est alors nommé Président d'Honneur du groupe Calberson,.

### PSG et Paris FC
Guy Crescent a contribué à la relance du football à Paris en 1970, en participant à la création du Paris Saint-Germain Football Club, et dont il fut président en 1971.
En 1970, il porte sur les fonts baptismaux le PSG, avec quelques industriels passionnés comme lui, et en liaison avec la Fédération Française de Football. L’équipe professionnelle est créée, elle encadre ces jeunes, elle est engagée dans le championnat national pour venir à l’appui du nouveau stade, le Parc des Princes, qui remplacera celui que l’on aura dû détruire pour la percée du boulevard périphérique.
Il enchaîne par la suite en devenant président du Paris Football Club. Deuxième président du club après la séparation du Paris FC et du PSG. Il restera à ce poste de 1973 à 1974.
Un film documentaire PSG, ce Club qui a failli ne pas exister a été réalisé en 2016. Il retrace les quatre premières années de gestation du club parisien qui n'avaient jamais été racontées, a fortiori par ceux qui ont été les acteurs de cette belle aventure.
À l'occasion du cinquantième anniversaire du Club, son Président, Nasser al-Khelaïfi, accompagné par la ville de Poissy, a décidé de lui rendre hommage, en donnant le nom de Guy Crescent à la rue qui va desservir le nouveau centre d'entrainement du PSG.[réf. nécessaire]

### Autres activités
À titre personnel, Guy Crescent a aidé, toute sa vie, les handicapés,, et s'est impliqué dans de nombreuses actions associatives et humanitaires, notamment dans la lutte contre le cancer et la réinsertion d'anciens toxicomanes dans le monde du travail.
Il a été notamment :
- président d'honneur de SOS Amitié[10],[11],
- président de l'Association Banque de la vie recherche cancer[11],
- vice-président de la Fondation Napoléon Bullukian à Lyon.
- Membre du Rotary Club de Paris. Dans le cadre du Rotary, il a créé en France le Rotaract, pour les jeunes de 18 à 28 ans.

L’ensemble de la vie associative et de l’action humanitaire de Guy Crescent a été marqué dès le départ par la très grave poliomyélite qu’il a contracté à l’âge de trois mois, et qui l’a paralysé complètement des membres inférieurs,.
À l’âge de quatre ans, Guy Crescent bénéficia d'une nouvelle méthode de soins de la poliomyélite inventée par un Suisse, le docteur Nicod, et baptisée la mécanothérapie. Il put ainsi marcher dès l’âge de douze ans à l'aide d'appareils orthopédiques lourds, tout en poursuivant ses études, pendant cette période de rééducation forcenée.
Il n'oubliera pas tous ceux qui s’étaient trouvés atteints, comme lui, de cette inexorable maladie, et plus tard, développera de nombreuses actions humanitaires.
Dès son plus jeune âge, il démontre son attachement au sport, qu’il estime être pour les handicapés un élément essentiel de rééducation. Plus tard, il entrera sous l’égide du Président Pierre Pochonet de la Fédération française de football, comme membre de la commission de la publicité et de développement du football, en 1952.
Il apporte son concours entier à l’Association des Paralysés de France, pour le développement des candidatures et des emplois des handicapés polios dans les entreprises.
Il participe la même année, à l’hôpital Raymond-Poincaré - pavillon Letulle, aux soins des paraplégiques qui y sont dévolus par le professeur Jean Benassy. Il invente une combinaison qui, après avoir été enfilée par le patient, est rigidifiée et lui permet de se déplacer chez lui avant l’arrivée de l’aide sociale. Cela transforme la vie des intéressés, qui ne sont plus sous la même dépendance totale.
Il entre au Rotary en 1965, notamment dans le but de servir et de développer dans ce club la cause des handicapés. Il participera vingt ans plus tard à la campagne mondiale du Rotary pour l’éradication de la polio par le vaccin.
Il fonde sur la demande du Rotary, en 1968, le Rotaract : association de jeunes des deux sexes, de 18 à 28 ans, parrainée par le Rotary et inspirée du souci permanent de servir.
Il les engage dans l’aide aux handicapés, avec une formule qui fait l’unanimité du Rotary, et qui est baptisée « les roues de l’espoir ».
En 1985, à la suite d’un grave cancer contracté par son épouse, et d’un certain nombre de collaborateurs atteints chez Calberson, Guy Crescent s’engage à la section de Paris de la Ligue nationale contre le cancer, et créera ensuite une association destinée à l'équipement des hôpitaux en matériels de radiographie cancéreuse.
En 1986, il est appelé à la présidence de SOS Amitié France, qui regroupe 2 400 écoutants bénévoles, 50 postes d’écoute disséminés sur le territoire, ouverts en permanence aux appels du désespoir, de la gêne et de la difficulté,.
Ensuite, il fonde, avec Michel Platini, la fondation du même nom, pour la réinsertion de jeunes toxicomanes sevrés et convalescents. Rien que sur Paris en 21 mois, 400 d’entre eux sont engagés dans des entreprises. L’opération est lancée sur la région parisienne. Michel Platini et Emmanuel Schwartzenberg la poursuivent sur le plan national.
Entre-temps, il est fait Vice-Président, par volonté testamentaire, de la Fondation Napoléon Bullukian, dont le siège est à Champagne-au-Mont-d'Or, près de Lyon, et dont son créateur, Napoléon Bullukian, y a légué sa fortune. Celle-ci, confiée à l’administration financière et comptable de la Fondation de France, produit des intérêts fort importants tous les ans, qui sont distribués d’une part aux Arméniens, frères de sang du créateur, d’autre part aux jeunes artistes, principalement peintres et sculpteurs, ainsi qu’à la recherche contre le cancer. 
Ensuite, Guy Crescent participera à la Fondation Croire & avenir, elle aussi engagée, en faveur de jeunes toxicomanes sevrés et convalescents, à l’identique de l’opération qui fut menée avec Michel Platini.
Guy Crescent poursuit son action en faveur de la lutte contre le cancer et créé la Banque de la vie recherche cancer, avec l’association d’un conseil d’administration de neuf membres, d’un comité de soutien de 21 membres regroupant des personnalités prestigieuses, et d’un Conseil Scientifique de huit membres, qui est spécialement chargé de sélectionner et d’étudier les dossiers de recherche, pour attribuer à leurs protagonistes les fonds importants qui leur sont nécessaires pour poursuivre et tester leurs recherches,.
Enfin, Guy Crescent a été particulièrement fier d’avoir intégré au sein du groupe Calberson, en plus de 25 ans, à partir du moment où il en fut président, près de 700 handicapés polios, qui ont accompli la mission qui leur était confiée avec réussite, esprit de corps et l’honneur de l’engagement qu’ils avaient contracté,.
En dehors de ses représentations professionnelles et associatives, il a été aussi : 
- Membre de l'Automobile Club de France,
- Membre du Club des Cent.

## Distinctions
Au titre de ses décorations, il est :
- Officier de la Légion d'honneur
- Officier de l'ordre national du Mérite
- Officier de l'Ordre de Malte,
- Médaille des Engagés Volontaires de la Résistance[14],
- Croix du combattant de l'Europe,
- Médaille d'or des Syndicats Professionnels,
- Médaille d'honneur du travail, grand or